# InblicKEN
InblicKEN är artisten Ken Rings fjärde album från 2003.

## Spårlista
| Spår | Låt Titel                    | Producent/er           | Medverkande Gäst/er             | Tid   |
| ---- | ---------------------------- | ---------------------- | ------------------------------- | ----- |
| 1    | Intro (Försmak på Beng Ring) |                        |                                 | 05:37 |
| 2    | Can I Speak                  | Ken Ring               | Respect                         | 04:57 |
| 3    | Hur Tror Ni Det Kändes?      |                        | Sam-E                           | 04:01 |
| 4    | Skit I Det                   |                        | Ayo                             | 03:59 |
| 5    | Ready To Ball                | Ken Ring               | Shaveboy                        | 02:45 |
| 6    | Grabbarna Del 2              |                        | Tattarprinsen                   | 03:44 |
| 7    | Mamma 2003                   | Ken Ring & Rune Rotter |                                 | 04:37 |
| 8    | Tårar Genom Texterna         |                        | Sam-E                           | 04:30 |
| 9    | Förortskrigare               |                        | Tattarprinsen, Solle & Rastegar | 03:33 |
| 10   | Rättvisan                    | Fintelligens           |                                 | 04:06 |
| 11   | Sommaren                     |                        |                                 | 03:53 |
| 12   | Tror Ni Jag Glömde?          |                        |                                 | 03:10 |
| 13   | Fuck You                     | Ken Ring & Rune Rotter | MadCon                          | 04:03 |
| 14   | Flashback Från Häktet        | Fintelligens           |                                 | 04:04 |
| 15   | Jag Glömmer Aldrig           |                        |                                 | 04:59 |
| 16   | Vi Sa Till Dig               |                        | Kaliffa, Joel & Danne B         | 03:37 |